# David Sanborn
Pour les articles homonymes, voir Sanborn.
David Sanborn, né à Tampa (Floride) le 30 juillet 1945 et mort le 12 mai 2024 à Tarrytown (État de New York), est un saxophoniste alto américain qui a également produit et animé des émissions de radio et de télévision à succès aux États-Unis.
Dès la fin des années 1960, après avoir enregistré quatre albums avec le Paul Butterfield Blues Band, il devient un musicien de studio très apprécié jouant avec un grand nombre d'artistes célèbres, tels que  Stevie Wonder, James Brown, David Bowie et Sting. Au milieu des années 1970, il est actif sur la scène du jazz fusion en rejoignant le groupe des Brecker Brothers et c'est avec eux qu'il enregistre en 1975 son premier album solo, Taking Off, considéré aujourd'hui comme un classique.
Bien qu'il ait pratiqué de nombreux genres — ses enregistrements en solo mêlent généralement le jazz à la pop instrumentale, au rhythm and blues et au jazz fusion —, il a souvent été identifié au smooth jazz.
David Sanborn a publié 25 albums, dont 16 albums solos, et a remporté six Grammy Awards, huit disques d'or et un de platine.

## Biographie
David William Sanborn naît le 30 juillet 1945 à Tampa en Floride et grandit à Kirkwood dans le Missouri. Atteint de poliomyélite encore enfant, son père décide de lui offrir un saxophone pour renforcer sa cage thoracique et améliorer sa respiration, suivant en cela les conseils des médecins. Dès l'âge de 14 ans, il se produit avec Albert King et Little Milton, inspiré par les musiciens de Chicago blues, bien que le saxophoniste alto Hank Crawford, à l'époque membre du groupe de Ray Charles, eut également une influence précoce et durable sur lui.
David Sanborn étudie ensuite la musique à l'université Northwestern avant de passer à l'université de l'Iowa, où il joue et étudie avec le saxophoniste J. R. Monterose.
En 1967, il se rend en Californie et rejoint le Paul Butterfield Blues Band avec lequel il enregistre quatre albums en tant que soliste et membre de la section de cuivres, et apparaît même avec eux au festival de Woodstock en 1969.
Après quatre années avec le groupe, il entame une carrière prolifique de musicien de studio et devient le saxophoniste le plus demandé, collaborant avec plus d'une centaine d'artistes.
En 1972, il part en tournée avec Stevie Wonder — il joue également sur l'album Talking Book de ce dernier —, collabore avec les Rolling Stones et tourne aussi avec David Bowie. C'est avec lui qu'il enregistre en 1975 le célèbre solo que l'on entend sur le titre Young Americans qui figure sur l'album du même nom. À la même époque, il enregistre avec Gil Evans et partage son temps entre les deux musiciens. Après avoir déménagé à New York et étudié avec George Coleman, il entame sa carrière solo et collabore avec Paul Simon et James Taylor.
Au milieu des années 1970, il est actif sur la scène du jazz fusion en rejoignant le groupe des Brecker Brothers, et c'est avec eux, le batteur Steve Gadd et le pianiste Don Grolnick qu'il enregistre son premier album solo, Taking Off, considéré aujourd'hui comme un classique du genre et qui lui permet de consolider sa carrière. En 1979, son album Hideaway est un succès populaire et contribue à son ascension, le single Seduction étant repris dans le film American Gigolo. En 1981, le bassiste Marcus Miller le rejoint sur l'album Voyeur et entame avec lui une longue collaboration. En 1983, David Sanborn sort Backstreet, un album à succès sur lequel Luther Vandross est invité à chanter. Les albums suivants accueilleront des artistes tels que Kenny Barron, Christian McBride et Eric Clapton.
Bien qu'il ait composé des musiques de films depuis 1975, sa carrière dans ce domaine prend son essor en 1986 avec Psychose 3. De la fin des années 1980 au milieu des années 1990, il compose également les musiques de L'Arme fatale 2, 3 et 4.
À la télévision, il anime l'émission Night Music de 1988 à 1990. Produite par Lorne Michaels, créateur du Saturday Night Live, ce programme présente des films de légendes du jazz telles que  Thelonious Monk, Dave Brubeck et Billie Holiday, ainsi que des échanges et des jams avec des musiciens tels que Sonny Rollins, Miles Davis, Joe Sample, Pharoah Sanders et bien d'autres. En outre, il anime régulièrement l'émission télévisée After New Year's Eve sur ABC.
En 2017, il fait équipe avec son neveu et son beau-frère pour créer une chaîne YouTube intitulée Sanborn Sessions où les invités jouent leur propre musique et font un bœuf avec l'orchestre de Sanborn. Parmi les premiers invités figurent Kandace Springs, Michael McDonald, Terrace Martin et Bob James.
En 2023, il crée sa propre série de podcasts disponibles sur la station de radio WBGO, Spotify et Apple Music — As We Speak — avec pour invités des légendes musicales telles que Sonny Rollins et John McLaughlin, au cours de conversations approfondies sur leur processus créatif et leur parcours personnel dans le jazz.

### Mort
David Sanborn meurt des suites de complications dues à un cancer de la prostate à Tarrytown (New York) le 12 mai 2024 à l'âge de 78 ans,. Il avait été diagnostiqué en 2018.

## Style
Bien qu'il ait pratiqué de nombreux genres — ses enregistrements en solo mêlent généralement le jazz à la pop instrumentale, au rhythm and blues et au jazz fusion —, David Sanborn a souvent été identifié au smooth jazz, ou « jazz d'ascenseur, », alors que dans sa jeunesse, il a étudié avec des leaders de l'avant-garde tels que Roscoe Mitchell (en) et Julius Hemphill (en) et a participé à l'album Diminutive Mysteries (en) de Tim Berne, connu pour son jeu free jazz. Son album Another Hand de 1991, produit par Hal Willner, réunit aussi Charlie Haden, Jack DeJohnette,  Bill Frisell, Marc Ribot et d'autres musiciens que l'on n'associe généralement pas au smooth jazz. Caricaturé par une partie de la critique musicale, David Sanborn a pourtant été l'un des saxophonistes ayant connu le plus grand succès commercial dans les années 1970, « avec un son mordant, immédiatement reconnaissable, toujours passionné et totalement engagé ». Il a publié 25 albums, dont 16 albums solos, et a remporté six Grammy Awards, huit disques d'or et un de platine,.
« David a été rejeté à tort par des critiques à l'esprit cérébral qui l'ont jugé du point de vue d'Ornette Coleman », déclare Christian McBride. « David ne vient pas de là ; il vient du R&B, de Ray Charles et de Hank Crawford. Beaucoup de critiques de jazz méprisent ça en considérant que c'est facile et pas sérieux. Mais nous, musiciens, ne jugeons pas David en fonction d'Eric Dolphy et de Sonny Rollins, car ce n'est pas ce qu'il essaie de faire. »
David Sanborn : « J'aime vraiment toucher à tout comme ça. Vous gardez un regard neuf et vous ne restez pas enfermé dans une seule voie. Ça vous permet de comprendre que la musique est un continuum ; il n'y a pas de séparation entre la musique pop ici et le jazz là-bas. »
Musicien de jazz accompli, Sanborn a cependant toujours affirmé qu'il n'était pas un musicien de jazz : « Je suis parfois associé aux musiciens de jazz parce que je joue du saxophone et que j'improvise. Ce n'est pas que je sois offensé par cette description, mais je pense que l'orientation rythmique de ce que je fais n'est pas vraiment du jazz. D'où je viens, le contexte musical dans lequel j'ai grandi, le type de jeu que j'ai pratiqué quand j'étais jeune, et la façon dont mon jeu s'est formé, c'était plutôt dans un contexte de rythm and blues. La musique qui m'a vraiment donné envie de devenir musicien est celle de Ray Charles. David Newman et Hank Crawford étaient mes héros. Ils combinaient la sophistication, une certaine sensibilité harmonique, certainement le côté branché et le courant rythmique sous-jacent du jazz avec la franchise émotionnelle du gospel et les éléments structurels du R&B. »
David Sanborn a notamment enregistré avec « Stevie Wonder, Gil Evans, Miles Davis, Jaco Pastorius, Donald Fagen, les Rolling Stones, Steely Dan, James Brown, Carly Simon, John McLaughlin, B.B. King, Sting, John Scofield, Mose Allison, les Eagles, Marcus Miller,  Eric Clapton, Tim Berne, Elton John, Bonnie Raitt, Hiram Bullock, Larry Carlton, Esther Phillips, Billy Joel, Bruce Springsteen, Linda Ronstadt, Eddie Palmieri, Aretha Franklin, Roger Waters, Cat Stevens, Dr. John, Tommy Bolin, David Bowie, Paul Simon, les Brecker Brothers, Steve Khan (en), Bob Berg, Bill LaBounty, Mike Stern, Roberta Flack, Mick Jagger, Garland Jeffreys, George Benson, Paul Butterfield, Bob James, Joe Beck, Dave Grusin, Tony Williams, Larry Coryell, James Taylor, Chaka Khan et Toto » (Fred Goaty, directeur de Jazz Magazine).

David Sanborn en concert
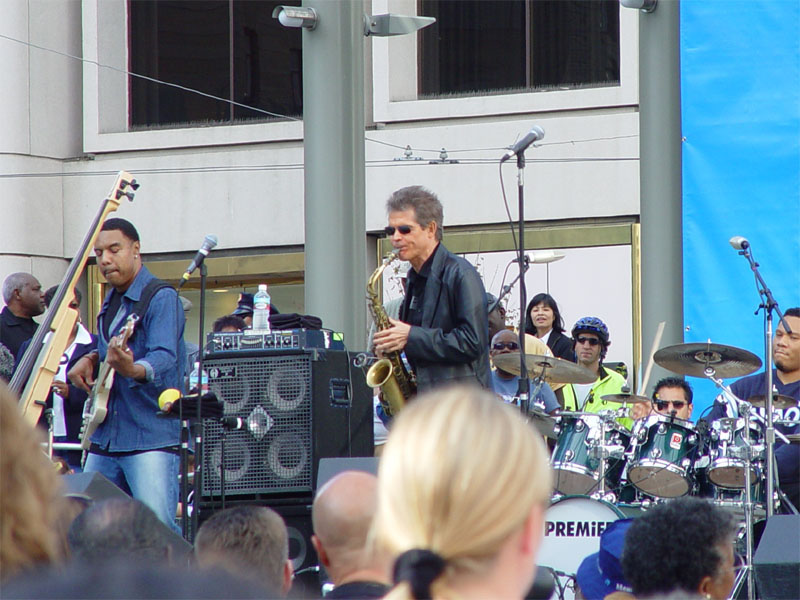
Union Square (San Francisco) 2003.
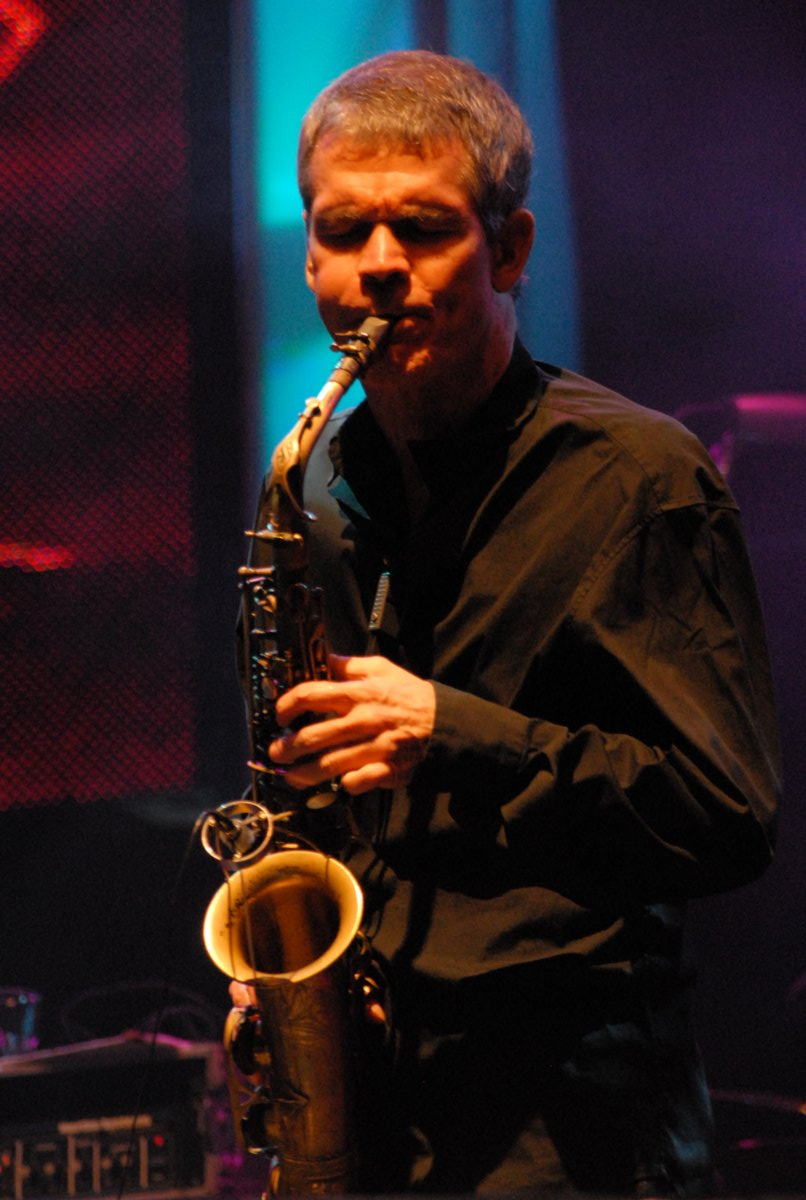
Riviera Maya Jazz Festival (en) 2008
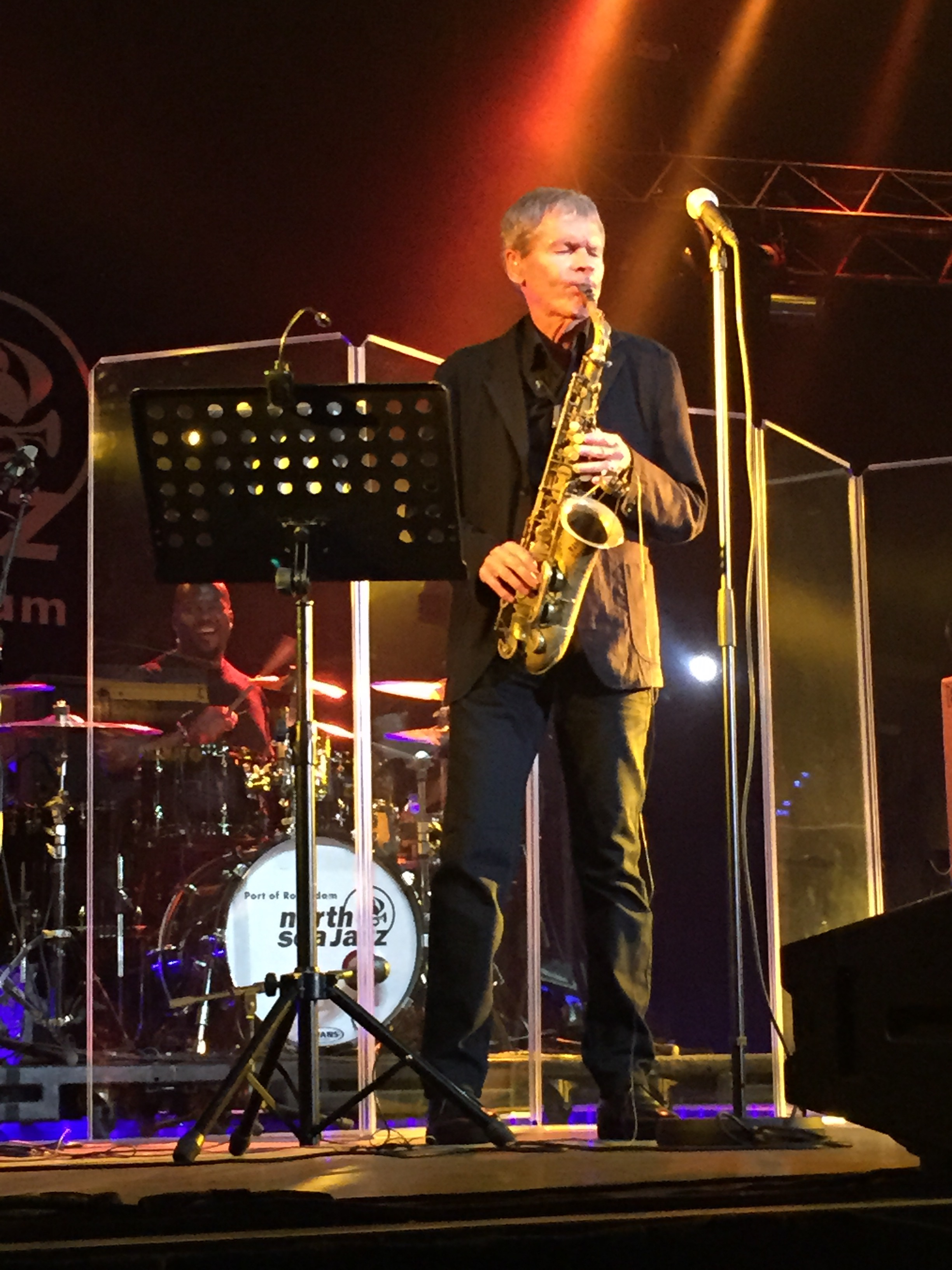
North Sea Jazz Festival 2015

## Matériel
Sanborn jouait d'un saxophone alto Selmer Mark VI et avait une préférence pour les numéros de série 140 000 à 150 000 , tous produits en 1967. 

## Vie personnelle
David Sanborn avait épousé Alice Soyer, une pianiste et chanteuse française, également graphiste, en quatrièmes noces. Il avait un fils bassiste et deux petites-filles.

## Distinctions

### Grammy Awards
- 1999: Contemporary Jazz Performance - Inside
- 1988: Best Pop Instrumental Performance - Close up
- 1987: Best Rhythm & Blues Instrumental Performance - A Change of Heart ("Chicago song")
- 1986: Best Jazz Fusion Performance - Double Vision
- 1985: Best Jazz Fusion Performance - Straight to the Heart
- 1981: Best Rhythm & Blues Instrumental Performance - Voyeur ("All I need is you")

## Filmographie

### Live, concerts, apparitions TV
- Live at Montreux (1981, 1984)
- Straight to the Heart (1984)
- Legends live at Montreux 1997 (avec Eric Clapton à la guitare, Marcus Miller à la basse et clarinette basse, Steve Gadd à la batterie et Joe Sample au piano et à l'orgue)

### Fictions (compositeur, instrumentiste ou acteur)
- Lethal Weapon (L'Arme fatale)
- Stella Sulla Citta

## Vidéographie
- Sanborn Sessions, chaîne Youtube officielle.